# Avenida del Puerto (La Habana)
La Avenida del Puerto, es una extensa avenida situada en el borde occidental de la bahía de La Habana, capital de Cuba. Se extiende por aproximadamente 2.3 km desde el Castillo de la Punta, al final del famoso Paseo del Prado hasta Vía Blanca.

## Historia
Fue construida debido al auge de obras públicas durante el gobierno de Gerardo Machado en la década de 1920. 
Las primeras labores se iniciaron el 11 de mayo de 1927. Para la construcción de la avenida le fueron ganados al mar más de 128 000 m² de terreno. Las calles que desembocaban en ella fueron ensanchadas y rectificadas. En un primer momento se le llamó Avenida del Golfo. 
Entre los años 1956 y 1975, se empezó la ejecución de un proyecto para la terminación del muro del Malecón, y la construcción de un muelle, para la marina de guerra, frente al edificio que en esa época ocupaba su Estado Mayor. Este muro fue erigido desde la calle Obrapía hasta el sur del espigón de San Francisco, frente a la Lonja del Comercio de La Habana.
También se construyó un muelle situado entre el Callejón de Justiz y calle Obrapía con un área aproximadamente de 1200 m².

## Lugares de interés
Al bordear la zona de La Habana Vieja, se emplazan en la avenida numerosos monumentos de carácter histórico y alto valor arquitectónico. Entre los que destacan: 
- Castillo de la Punta
- Castillo de la Real Fuerza
- Lonja del Comercio
- Catedral rusa Nuestra Señora de Kazán
- Terminal de cruceros Sierra Maestra
- Almacenes de San José
- Alameda de Paula
- Iglesia de San Francisco de Paula